# Landkreis Osterholz
Landkreis Osterholz är ett distrikt (Landkreis) i det tyska förbundslandet Niedersachsen.

## Administrativ indelning
I förvaltningsrättslig mening finns i modern tid ingen skillnad mellan begreppet Stadt (stad) gentemot Gemeinde (kommun). 

### Einheitsgemeinden
| - Grasberg - Lilienthal | - Osterholz-Scharmbeck (stad) - Ritterhude | - Schwanewede | - Worpswede |

### Samtgemeinde
| - Samtgemeinde Hambergen |